# Gil Dias
Gil Bastião Dias, noto semplicemente come Gil Dias (Gafanha da Nazaré, 28 settembre 1996), è un calciatore portoghese, centrocampista del Famalicão.

## Caratteristiche tecniche
È un esterno offensivo che può giocare sia come ala sinistra, dove può servire cross per i compagni, sia come ala destra, dove può accentrarsi e calciare col suo piede mancino. Le sue migliori abilità sono la velocità, la tecnica e il dribbling.

## Carriera

### Club
Cresciuto nelle giovanili del Braga, nel 2014 è stato acquistato dal Monaco che lo aggrega alla seconda squadra. Nel mercato di gennaio 2016 viene ceduto in prestito al Varzim; mentre nel 2016-2017 con la stessa formula viene girato in prestito al Rio Ave, dove realizza sei gol in trentaquattro presenze in Primeira Liga più altre due reti nelle coppe nazionali.
Nell'estate 2017 torna al Monaco. Il 13 agosto debutta in Ligue 1 e con la maglia del Monaco, subentrando ad Adama Diakhaby all'83' della partita vinta 1-4 sul campo del Dijon.
Il 15 agosto 2017, è stato ufficializzato il prestito biennale alla Fiorentina, con il diritto di riscatto fissato a venti milioni di euro. Fa il suo debutto nella prima giornata di Serie A nella sconfitta per 3-0 in casa dell'Inter e giocando da titolare. Segna il suo primo gol in campionato con la maglia viola il 10 settembre, nel match vinto 5-0 contro il Verona allo Stadio Bentegodi.
Il 23 giugno 2018 passa in prestito dal Monaco al Nottingham Forest.
Dopo vari prestiti in giro per l'Europa, nel luglio del 2021, il Monaco lo vende per 2 milioni di euro al Benfica tornando così in patria. Dopo sole venti presenze in due stagioni, nel gennaio del 2023 passa allo Stoccarda, e dopo solo otto presenze in tutte le competizioni passa il 4 settembre del 2023 al Legia Varsavia in prestito.

### Nazionale
Ha giocato nelle nazionali giovanili portoghesi Under-18, Under-19, Under-20 ed Under-21.

## Statistiche

### Presenze e reti nei club
Statistiche aggiornate al 16 maggio 2025.
| Stagione         | Squadra           | Campionato       | Campionato | Campionato | Coppe nazionali | Coppe nazionali | Coppe nazionali | Coppe continentali | Coppe continentali | Coppe continentali | Altre coppe | Altre coppe | Altre coppe | Totale | Totale |
| Stagione         | Squadra           | Comp             | Pres       | Reti       | Comp            | Pres            | Reti            | Comp               | Pres               | Reti               | Comp        | Pres        | Reti        | Pres   | Reti   |
| ---------------- | ----------------- | ---------------- | ---------- | ---------- | --------------- | --------------- | --------------- | ------------------ | ------------------ | ------------------ | ----------- | ----------- | ----------- | ------ | ------ |
| 2014-gen. 2015   | Braga B           | SL               | 2          | 0          | -               | -               | -               | -                  | -                  | -                  | -           | -           | -           | 2      | 0      |
| gen.-giu. 2015   | Monaco 2          | CFA              | 11         | 0          | -               | -               | -               | -                  | -                  | -                  | -           | -           | -           | 11     | 0      |
| 2015-gen. 2016   | Monaco 2          | CFA              | 13         | 9          | -               | -               | -               | -                  | -                  | -                  | -           | -           | -           | 13     | 9      |
| Totale Monaco 2  | Totale Monaco 2   | Totale Monaco 2  | 24         | 9          |                 | -               | -               |                    | -                  | -                  |             | -           | -           | 24     | 9      |
| gen.-giu. 2016   | Varzim            | SL               | 15         | 6          | CP+CdL          | 0               | 0               | -                  | -                  | -                  | -           | -           | -           | 15     | 6      |
| 2016-2017        | Rio Ave           | PL               | 34         | 6          | CP+CdL          | 1+2             | 0+2             | UEL                | 2                  | 0                  | -           | -           | -           | 39     | 8      |
| ago. 2017        | Monaco            | L1               | 1          | 0          | CF+CdL          | -               | -               | UCL                | -                  | -                  | SF          | 0           | 0           | 1      | 0      |
| 2017-2018        | Fiorentina        | A                | 27         | 2          | CI              | 1               | 0               | -                  | -                  | -                  | -           | -           | -           | 28     | 2      |
| 2018-gen. 2019   | Nottingham Forest | FLC              | 21         | 0          | FACup+CdL       | 0+3             | 1               | -                  | -                  | -                  | -           | -           | -           | 24     | 1      |
| gen.-giu. 2019   | Olympiacos        | SL               | 7          | 0          | CG              | 1               | 1               | UEL                | 2                  | 1                  | -           | -           | -           | 10     | 2      |
| 2019-gen. 2020   | Monaco            | L1               | 14         | 0          | CF+CdL          | 1+1             | 0               | -                  | -                  | -                  | -           | -           | -           | 16     | 0      |
| Totale Monaco    | Totale Monaco     | Totale Monaco    | 15         | 0          |                 | 2               | 0               |                    | -                  | -                  |             | -           | -           | 17     | 0      |
| gen.-giu. 2020   | Granada           | PD               | 12         | 0          | CR              | 1               | 0               | -                  | -                  | -                  | -           | -           | -           | 13     | 0      |
| 2020-2021        | Famalicão         | PL               | 31         | 0          | CP+CdL          | 2+0             | 2+0             | -                  | -                  | -                  | -           | -           | -           | 33     | 2      |
| 2021-2022        | Benfica           | PL               | 12         | 1          | CP+CdL          | 1+3             | 0               | UCL                | 2                  | 0                  | -           | -           | -           | 18     | 1      |
| 2022-gen. 2023   | Benfica           | PL               | 0          | 0          | CP+CdL          | 1+1             | 0               | UCL                | 0                  | 0                  | -           | -           | -           | 2      | 0      |
| Totale Benfica   | Totale Benfica    | Totale Benfica   | 12         | 1          |                 | 6               | 0               |                    | 2                  | 0                  |             | -           | -           | 20     | 1      |
| gen.-giu. 2023   | Stoccarda         | BL               | 7          | 1          | CG              | 1               | 1               | -                  | -                  | -                  | -           | -           | -           | 8      | 2      |
| 2023-2024        | Legia Varsavia    | EK               | 17         | 0          | CP              | 2               | 0               | UECL               | 5                  | 0                  | -           | -           | -           | 24     | 0      |
| 2024-2025        | Famalicão         | PL               | 30         | 5          | CP+CdL          | 2+0             | 0               | -                  | -                  | -                  | -           | -           | -           | 32     | 5      |
| Totale Famalicão | Totale Famalicão  | Totale Famalicão | 61         | 5          |                 | 4               | 2               |                    | -                  | -                  |             | -           | -           | 65     | 7      |
| Totale carriera  | Totale carriera   | Totale carriera  | 254        | 31         |                 | 24              | 7               |                    | 11                 | 1                  |             | 0           | 0           | 289    | 39     |